# 台66線

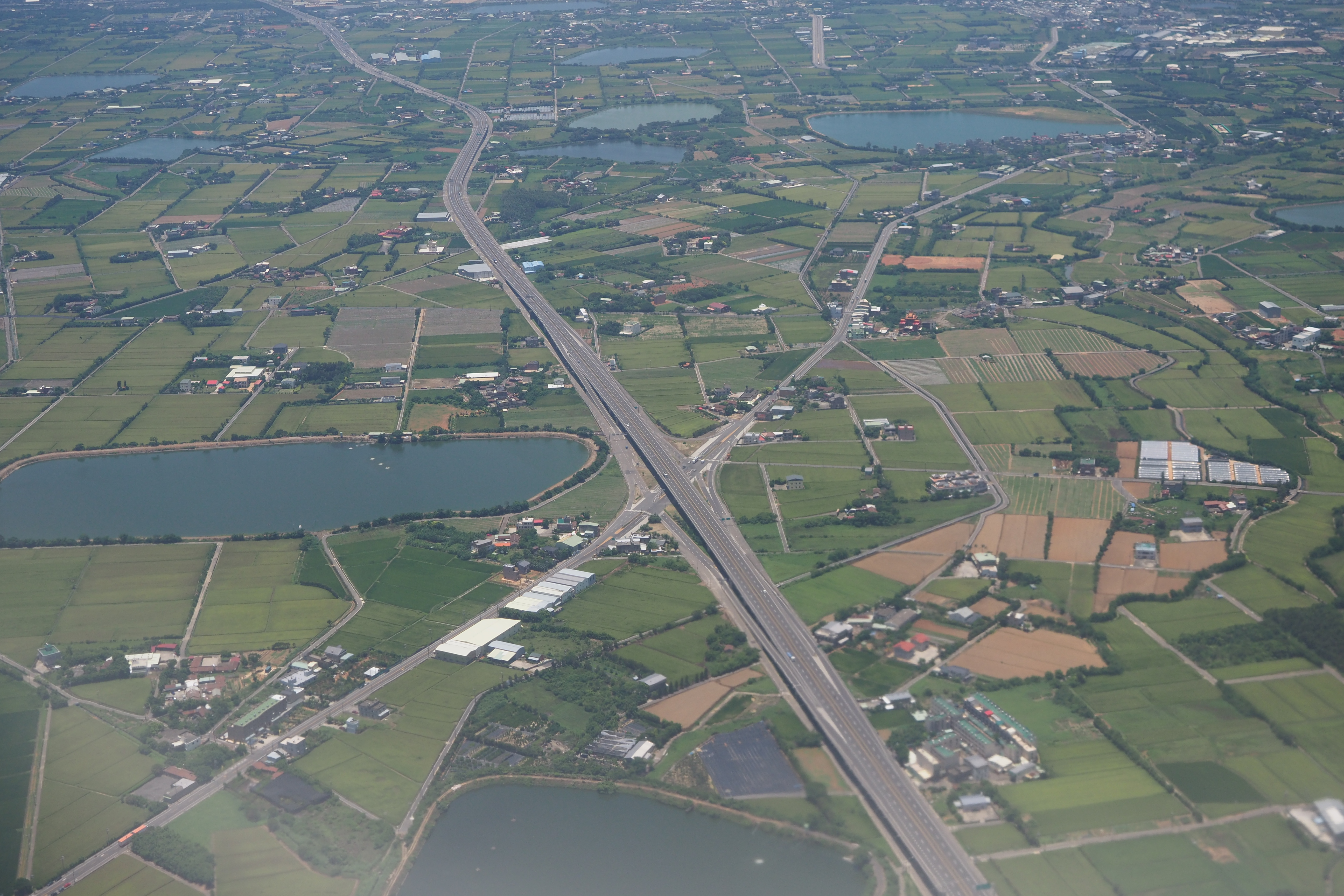
台66線觀音一交流道。

台66線（東西向快速公路——觀音大溪線），是臺灣位於桃園市之東西向省道快速公路。西起觀音區觀音交流道銜接台61線，東至大溪區銜接市道112甲線與國道三號大溪交流道。

## 概述
最初桃園市東西方向交通僅靠市道112號、市道114號等市道。因其道路標準不高，加上東南側國道3號通車後的衍生車流，政府興建此快速公路，連接台61線、國道1號與國道3號，總預算約1412.2萬元（當年幣值）。
台66線自台61線分出，全線採雙向四車道設計，新屋交流道以西路段有平交路口，以東則為封閉式路段。在大溪端銜接國道3號北上，或前往龍潭區、大溪區、八德區等地。
全線除17k~19k外，皆有設置側車道聯絡鄰近道路，屬於台66線的一部分，亦設置台66線藍盾里程牌，並統一命名「快速路」，其中大溪區路段不分段、以西分為九段。
除平鎮系統交流道及大溪端往國道三號北上出口匝道外，全線開放汽缸總排氣量逾250c.c.之大型重型機車行駛。

## 交流道
| 台66線路線設施里程一覽表 |      |                 |                             |                        |                                |                                                                            |                                                                                |
| 標誌                     | 里程 | 名稱            | 順樁預告                    | 逆樁預告               | 形式                           | 通車日                                                                     | 銜接道路 →聯絡地區                                                             |
| 0                        | 0.0  | 觀音            | 快速公路起點                | 永安 大園 快速公路終點 | 直接式                         | 2003年10月23日（平交路口） 預計2028年（立體化改建）                        | 西部濱海快速公路、電廠路 · →觀音區大潭發電廠                                   |
| 此處有交通號誌           | 1.0  | 小飯壢平交路口  | 大園 永安                   | 永安 大園              | 平交路口                       | 2003年10月23日（平交路口） 預計2028年（立體化－觀音）                      | 台15線、桃92線 · →觀音區大潭、大園區、新屋區永安                               |
| 此處有交通號誌           | 2.0  | 廖厝平交路口    | 觀音 保生                   | 保生                   | 平交路口                       | 2003年10月23日                                                             | 桃89線 · →觀音區保生＆觀音市區                                                 |
| 此處有交通號誌           | 2.5  | 橫圳頂 平交路口 | 觀音 保生                   | 保生 觀音              | 平交路口                       | 2003年10月23日（平交路口） 預計2028年（立體化－黃厝）                      | 桃94線、保興路 · →觀音區三座屋＆觀音市區                                       |
| 5                        | 5.6  | 觀音一          | 觀音 新屋                   | 新屋 觀音              | 鑽石型                         | 2003年10月23日                                                             | 市道115號 · →觀音區觀音市區、新屋區石磊子＆新屋市區                            |
| 此處有交通號誌           | 7.7  | 樹仔腳 平交路口 | 新屋 新坡                   | 新屋                   | 平交路口                       | 2003年10月23日（平交路口） 預計2028年（立體化－樹仔腳）                    | 桃84線 · →觀音區下青埔＆下大堀＆新坡、新屋區新屋市區                           |
| 此處有交通號誌           | 9.1  | 北勢平交路口    | 富源 新屋                   | 新屋 富源 新坡         | 平交路口                       | 2003年10月23日                                                             | 桃82線、桃84線 · →新屋區北勢＆新屋市區、觀音區富源                             |
| 10                       | 10.8 | 新屋            | 中壢 新屋                   | 新屋 中壢              | 鑽石型                         | 2002年2月6日                                                               | 市道114號 · →新屋區上青埔＆新屋市區、中壢區過嶺                                |
| 13                       | 13.0 | 新屋一          | 中壢 楊梅                   | 楊梅 中壢              | 分離式簡易鑽石型               | 2002年2月6日（平交路口） 2017年1月9日（立體化）                            | 台31線、桃79線、桃81線 · →新屋區犁頭洲、中壢區過嶺、楊梅區楊梅市區、高鐵桃園站 |
|                          | 15.2 | 高山頂          | （僅西出東入）              | 高榮 新榮              | 半套鑽石型                     | 2006年1月23日（平交路口） 2014年5月13日（立體化）                          | 桃102線 · →楊梅區高山頂、中壢區過嶺                                            |
| 18                       | 18.0 | 平鎮系統        | 中壢 平鎮 台北 新竹         | 新竹 台北              | 四葉型                         | 2001年1月20日                                                              | 中山高速公路                                                                   |
| 19                       | 19.0 | 平鎮一          | （已在平鎮系統交流道合併）  | （僅東出西入）         | 半套鑽石型                     | 2001年1月20日                                                              | 台1線 · →平鎮區宋屋＆平鎮市區、中壢區中壢市區                                  |
| 20                       | 20.7 | 平鎮二          | 中壢 龍潭                   | 龍潭 中壢 平鎮         | 鑽石型                         | 2001年1月20日                                                              | 市道113號（中豐路） · →平鎮區北勢＆平鎮市區、中壢區中壢市區、龍潭區            |
| 23                       | 23.2 | 平鎮三          | 平鎮 中壢 龍潭              | 龍潭 中壢 平鎮         | 鑽石型                         | 2001年1月20日                                                              | 市道113甲線（金陵路） · →平鎮區東勢、中壢區中壢市區、龍潭區                    |
| 27                       | 27.2 | 大溪端          | 大溪 新竹 台北 快速公路終點 | 快速公路起點           | 直接式（銜接） 半套Y型（銜接） | 2001年1月20日（銜接） 2023年6月30日（銜接北入） 2024年10月14日（銜接南出） | 大溪交流道（北） · 市道112甲線⇒ 大溪交流道（南） · →大溪區、八德區             |

## 車道數及速限
| 路段                       | 車道數 | 車道數 | 車道數 | 速限（km/h） | 速限（km/h） |
| 路段                       | 東行   | 西行   | 雙向   | 東行         | 西行         |
| -------------------------- | ------ | ------ | ------ | ------------ | ------------ |
| 觀音交流道～北勢平交路口   | 2      | 2      | 4      |              |              |
| 北勢平交路口～新屋一交流道 | 2      | 2      | 4      |              |              |
| 新屋一交流道～26.2K        | 2      | 2      | 4      |              |              |
| 26.2K～大溪端              | 2      | 2      | 4      |              |              |

## 工程現況

### 施工作業
- 更新至2025年7月底。

| 預定完工時間 | 工程名稱                                    | 最新進度 |
| ------------ | ------------------------------------------- | -------- |
| 2027年3月4日 | 台66線6K+500-9K+100段平交路口高架化改善工程 | 36.33%   |

## 後續計劃

### 平交路口高架化改善工程
台66線觀音交流道至新屋交流道之間有「桃82線」、「桃84線」、「桃94線」、「桃89線」及「台15線」等平交路口，而台66與桃89及桃94鄉道之路口服務水準為A級、與桃84及桃82鄉道之路口服務水準為B級，尚符合快速公路服務水準D級以上。而新屋交流道至平鎮系統交流道路段則有與「桃102線」、「桃79線、桃81線」及「台31線」等平交路口。因「桃102線」、「桃79線、桃81線」之路口服務水準為C級，故選定此路段進行改善工程。此路段最初設計為立體高架，但施工前因當地民代率領地主發動抗爭而變更設計，改為平面路段，完工後因事故頻傳，才又有民意要求改回立體交流道。
- 台66線主線4車道高架跨越桃102線方案，全長900公尺，於2012年2月1日開工，歷經停工後於2013年7月15日重新發包施工，已於2014年5月13日通車[5]。
- 台66線跨越桃81、桃79及台31線等三路口立體化改善工程，全長1.8公里，於2014年12月20日動工，已於2017年1月9日完工通車，自新屋區至大溪區全部改為高架形式[6]。
- 台66線0K+100至9K+100段平交路口高架化改善工程於2022年1月26日獲國發會支持，將斥資80億立體化，並增設黃厝、樹仔腳兩交流道及改善觀音交流道，預計2022年送行政院核定，2028年完工。[7][8]。

### 銜接國道3號系統交流道工程
台66線在初始規劃時，因交通部認為台66線終點匝道接近國道三號大溪交流道，且興建連結交流道之用地取得費用過於龐大，因此當初並未設置兩線直通的系統交流道，而需經由市道112甲線及大溪交流道進出國道三號，但而後台66線與國道三號之轉接車流量日漸增多而在通勤時段常有交通堵塞。
台66線銜接國道三號增設交流道工程可引導高速及快速公路間轉向車流及紓解市道112甲交通壅塞，桃園市政府提出「台66線銜接國道三號增設交流道工程可行性研究報告」獲得交通部核定。原先計畫銜接工程分兩階段施工，第一階段是在台66線穿過市道112甲線，在大溪交流道北上地點設置南出和北入匝道；第二階段則是在大溪交流道增設環道來銜接市道112甲線，但後來交通部高速公路局計畫沿市道112甲線興建高架段方式，讓台66線與大溪交流道銜接，並在大溪交流道增設南出、北入匝道，工程總長度4.9公里。工程已於2019年12月動工，並於2021年5月6日起封閉大溪端往大溪出口之高架匝道及橋下側車道至2023年9月，第一階段SL1北上系統匝道於2023年6月30日通車，整體工程於2024年10月14日完工通車。

## 相關資訊
- 興建單位：交通部公路總局
- 維護單位：交通部公路局
- 管理單位：桃園市政府警察局

## 外部連結
- 公路總局（页面存档备份，存于）
- 南桃園東西向交通要道－台66快速公路 （页面存档备份，存于）